# Liste der Brunnenanlagen im Berliner Bezirk Steglitz-Zehlendorf

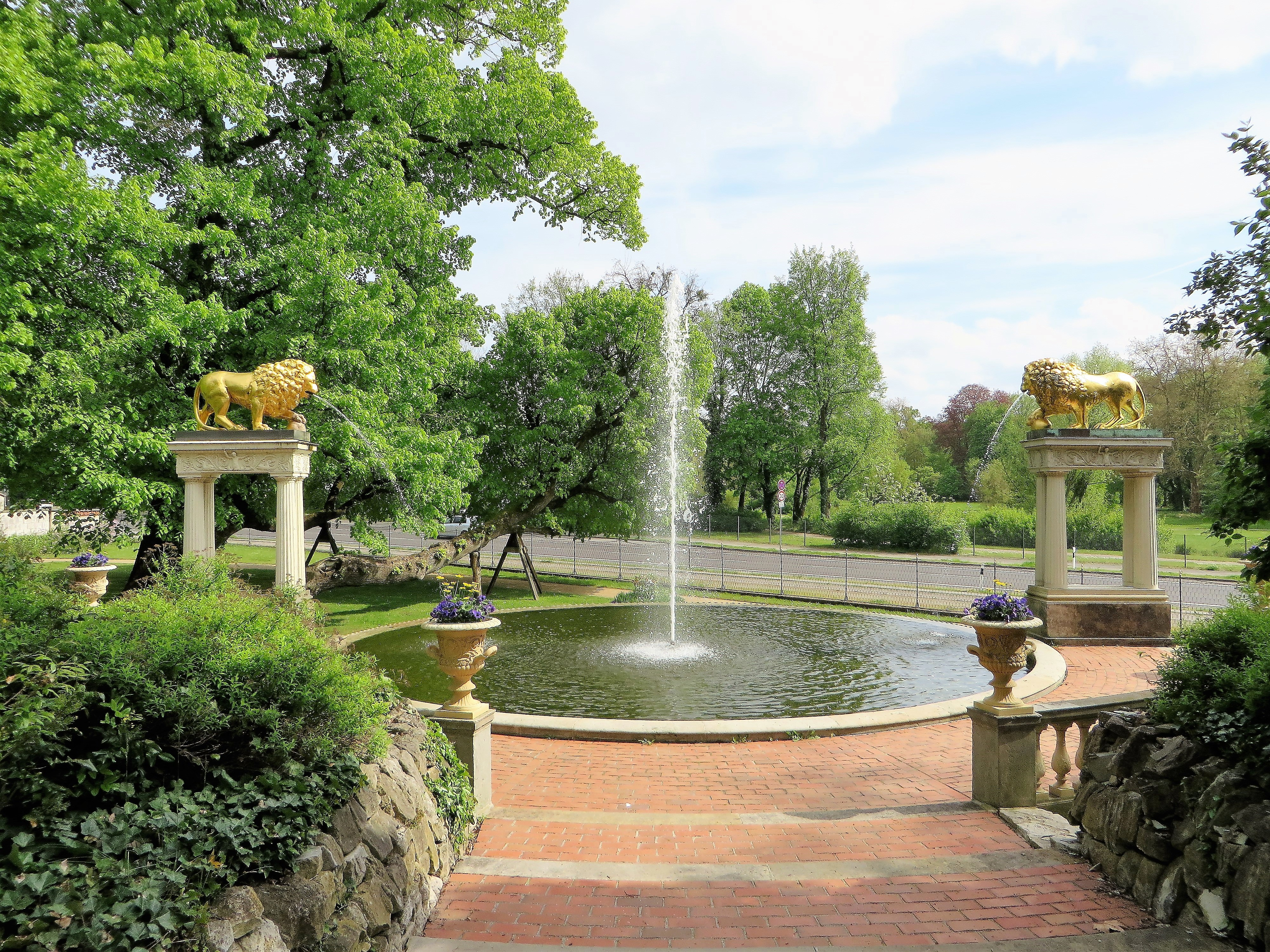
Löwenbrunnen von Karl Friedrich Schinkel 1837 im Schloss Glienicke

Die Liste der Brunnenanlagen im Berliner Bezirk Steglitz-Zehlendorf ist eine detaillierte Übersicht der Brunnenanlagen im öffentlichen Raum des Bezirks Steglitz-Zehlendorf. Aufgenommen sind auch Brunnen, die außer Betrieb oder nicht mehr vorhanden sind, jedoch keine einfachen Hand- und Straßenpumpen.
Die Auflistung enthält 22 Objekte und basiert auf der Internetdarstellung der Senatsverwaltung für Stadtentwicklung und Wohnen über die öffentlichen Brunnen in Steglitz-Zehlendorf (hier werden 15 Anlagen aufgelistet, Stand: August 2018), und auf weiteren Quellen. Eine besondere Rolle spielen im Bezirk die Brunnen im Park Klein-Glienicke und auf der Pfaueninsel, da diese zu den ersten durch Dampfmaschinenkraft betriebenen Bewässerungsanlage in der Berlin-Potsdamer Gartenlandschaft gehörten.
In Steglitz-Zehlendorf beleben 15 Brunnen die öffentlichen Plätze und Grünanlagen. Laut Darstellung des Senats gibt es in Berlin insgesamt über 270 funktionierende Schmuckbrunnen und Seefontänen, deren Wartung seit 2017 schrittweise von den Berliner Wasserbetrieben übernommen wird. Weitere Brunnen sind zwar öffentlich zugänglich, werden aber von der Stiftung Preußische Schlösser und Gärten Berlin-Brandenburg oder privat betrieben. Die jährlichen Ausgaben des Bezirksamtes für den Unterhalt der Schmuckbrunnen betrug im Jahr 2024 153.000 Euro und für Reparaturen 70.000 Euro. Per 2025 sind zwei Brunnenanlagen nicht in Betrieb: der Rohrbrunnen (befindet sich in der Sanierung) und der Schalenbrunnen (hier sind die anfallenden Kosten noch nicht endgültig geklärt).

## Liste der Brunnen
Die sortierbare Zusammenstellung ist nach Ortsteilen und darunter nach Straßen alphabetisch (vor)geordnet.
Legende:
- OT: Ortsteil, dabei bedeutet
  - Lankw = Lankwitz, Lifel = Lichterfelde, Nikol = Nikolassee, Stegl = Steglitz, Wanns = Wannsee, Zehld = Zehlendorf
- Name (kursiv): Bezeichnung des Brunnens, wie vom Künstler vorgenommen
- Adresse: nächstgelegene(s) Straße/Gebäude und Lage: Geokoordinaten
- Jahr der Errichtung
- Künstler
- Kurzdarstellung mit Bild

| OT    | Name                                   | Adresse und Lage                                                          | Jahr                                                                      | Künstler                                                                                      | Kurzdarstellung mit Bild |
| ----- | -------------------------------------- | ------------------------------------------------------------------------- | ------------------------------------------------------------------------- | --------------------------------------------------------------------------------------------- | --- |
| Lankw | Großer Springbrunnen Bernkastler Platz | Bernkastler Platz Lage                                                    | 1910                                                                      | unbekannt                                                                                     | Das ovale Klinkerbecken mit ausgeschwungenem Sitzrand wird von einer gepflegten Grünanlage mit Pergolen, Bänken und Skulpturen umgeben. In der Mitte des Beckens sprudelt eine einstrahlige Fontäne. |
| Lankw | Vier-Winde-Brunnen                     | Hanna-Renate-Laurien-Platz Lage                                           | 1911                                                                      | Ludwig Isenbeck mit Unterstützung durch den Architekten Johannes Hinrichsen und Prof. Tauberl | Auf dem Platz vor der Nordfront des Rathauses Lankwitz (Haupteingang) steht auf einem dreistufigen Postament ein achteckiges Becken mit einer runden Säule in der Mitte, die auf einem viereckigen Sockel ruht. Sie ist mit einer stehenden weiblichen Figur (mit Sichel und Korb) bekrönt. An den Sockelseiten sind Wasseraustrittsrohre angebracht. Vier Plastiken, Fabelwesen, die die Winde verkörpern, sind den Ecken vorgelagert. Der Brunnen hat an der Seite die Inschrift: „ZUR EINWEIHUNG DES RATHAUSES AM 2. SEPTEMBER 1911 GESTIFTET VON GEMEINNÜTZIGEN BÜRGERN“. Er gehört zum Denkmalensemble. |
| Lankw | Springbrunnen                          | Dessauer Straße 50–50a, Wohnanlage Ecke Seydlitzstraße 48, Vorgarten Lage | 1982                                                                      | Alfred Paul Trenkel                                                                           | Auf einer Rasenfläche stehen auf einer niedrigen quadratischen Sockelplatte vierfach übereinander geschichtete recht flache Brunnenbecken aus Beton und Kunststein, die aufsteigend kleiner werden und farbig gefasst sind. Das Wasser trat aus einer pilzförmigen Öffnung ganz oben aus und lief die einzelnen Beckenschalen hinunter. In einer auf Bodenniveau eingearbeiteten Rinne und über ein Pumpensystem wurde das Wasser mittig wieder nach oben befördert. Die Anlage ist seit den 2010er Jahren nicht in Betrieb und mit einem Drahtgitterzaun abgesperrt. |
| Lifel | Brunnen mit Wappen                     | Ludwig-Beck-Platz Lage                                                    | 1985                                                                      | Hartmut Breuer                                                                                | Drei runde, übereinander gestellte Schalen werden von einer Säule in der Mitte eines zwölfeckigen Beckens getragen. An der Spitze sind die Wappen von Steglitz, Lichterfelde und Lankwitz angebracht. Das Wasser fällt über die Ränder von Schale zu Schale bis in das Becken. |
| Lifel | Brunnentempel                          | Parkfriedhof Lichterfelde Lage                                            | 1911                                                                      | Friedrich Bauer                                                                               | Am Ende des Hauptweges vom Eingang Thuner Platz steht der vom Gemeindebauführer Freibus errichtete Säulengartentempel (Monopteros). Inmitten des Brunnenbeckens steht ein viereckiger Brunnenstock mit muschelförmigen Speiern an jeder Seite. Auf dem Brunnenstock stand ehemals eine bronzenen Blumenschale mit vier geschwungenen Füßen und davor ein steinerner Putto. Bronzeschale und Wasserspeier wurden gestohlen, sodass der Brunnen nicht mehr in Betrieb ist. 20 m neben dem Brunnentempel steht ein ähnlich gestalteter Schöpfbrunnen. |
| Lifel | Lindenbrunnen                          | Parkfriedhof Lichterfelde Lage                                            | 1927                                                                      | Erwin Barth                                                                                   | Inmitten eines 16-eckigen Brunnenbeckens ruht in einem separaten Steinbecken mit quadratischem Grundriss eine ca. zwei Meter hohe Steinsäule, auf der sich an allen vier Seiten und über die gesamte Höhe jeweils ein eingemeißeltes Kreuz erstreckt. Ein kleines Bronzekreuz auf einer steinernen Kugel bildet den krönenden Abschluss. Durch einen außerhalb des Beckens im Boden eingelassenen Fußauslöser können für einen kurzen Augenblick vier kleine Wasserspeier betätigt werden, die am Fuße der Steinsäule rund um den Sockel angeordnet sind. Das Wasser fließt zunächst in das kleinere quadratische Becken, von wo aus es über zwei dünne Ablaufröhrchen in das Hauptbecken abgeleitet wird. Diese Brunnentechnik wurde im Jahr 1999 im Rahmen der Erneuerung des Brunnens mittels einer Erbschaft für den Parkfriedhof Lichterfelde eingerichtet. |
| Nikol | Findlingsbrunnen                       | Am Rohrgarten 89 Ecke Barkenhof Lage                                      | 1990                                                                      | unbekannt                                                                                     | Vier Findlinge liegen in einem teils runden, teils mehreckigen Natursteinbecken, das von kleineren abgestuften Becken umgeben ist. Aus dem größten Findling tritt Wasser nach oben aus, läuft an dem Stein in das zentrale Bassin ab und fließt dann kaskadenförmig von Becken zu Becken. |
| Stegl | Schalenbrunnen                         | Franz-Amrehn-Platz Lage                                                   | 1978 Ecke Schloßstraße, am westlichen Beginn der Joachim-Tiburtius-Brücke | Hartmut Breuer                                                                                | In der Mitte eines runden Beckens trägt eine Säule zwei übereinander gelagerte mit Bronzerändern versehene Schalen. Das Wasser tritt an der Spitze aus, fällt in die obere Schale, von dort in die untere und dann in das Becken. Als Materialien kamen Beton, Sandstein und Bronze zum Einsatz |
| Stegl | Brunnenanlage Hermann-Ehlers-Platz     | Hermann-Ehlers-Platz Lage                                                 | 1986                                                                      | unbekannt                                                                                     | Bei dieser hübschen Brunnenanlage fällt in erster Linie die nicht alltägliche Form des Beckens ins Auge. Je eine halbkreisförmige Ausbuchtung an allen vier Seiten gibt dem länglichen Becken seine Eigentümlichkeit. Die besonders breite abgestufte Klinkerumrandung kann als Sitzmöglichkeit genutzt werden. Eine mehrstrahlige Mittelfontäne gibt zarte bogenförmige Wasserstrahlen ins Becken ab, während gleichzeitig zwei niedrigere Weißwasserfontänen, die in Längsachse angeordnet sind, empor sprudeln. |
| Stegl | Brunnen im Stadtpark Steglitz          | Stadtpark Steglitz Lage                                                   | 1957                                                                      | Walther Schmidt                                                                               | Der Stadtpark Steglitz wurde in den Jahren 1906 bis 1914 vom damaligen Gartendirektor Fritz Zahn und dem Gartenbauinspektor Rudolf Korte als Landschaftspark auf vormals privatem, teils sumpfigem Gelände angelegt und später weiter ergänzt. Im Zentrum liegt ein Rondell mit Springbrunnen. Die großzügige Brunnenanlage ist eingebunden in eine breite Alleenachse, die die Verbindung zwischen der Bismarckstraße im Norden und der Brückenstraße im Süden herstellt. In der Mitte des kleineren höher angelegten Innenbeckens sprudelt das Wasser ca. 2 Meter hoch aus einer 7-strahligen Fontänendüse empor und fällt sanft über den Rand in das große flache Außenbecken. Beide Becken wurden in Kalksteinmauerwerk mit Sandsteinabdeckung gefertigt. Ein breiter Sitzrand am Außenbecken und umliegende Bänke laden zum Verweilen ein. |
| Stegl | Brunnen auf dem Markusplatz            | Markusplatz Lage                                                          | 1995                                                                      | Fa. Scherhag, Fa. Merk                                                                        | In einem runden Becken (Ø ca. 4,50 m) steht ein 2,10 hoher Brunnenkörper, aus dem sechs Wasserstrahlen in das Becken fallen. Der Brunnen in der Nachkriegszeit beschädigt und abgebaut. 1995 wurde der Brunnen wiederhergestellt. In der Grünanlage an der Trippsteinstraße wurden die Granitteile der einstigen Bassinumrandung gefunden, die dort jahrelang als Einfassung für einen Sandkasten Verwendung gefunden hatten. Sie wurden restauriert und entsprechend zusammengefügt. Ein von der Kirche zur Verfügung gestelltes historisches Bild machte es möglich, dass der ornamentierte Brunnenkörper nachgebaut werden konnte. 2007 wurde der Brunnen wieder in Betrieb genommen. |
| Stegl | Brunnen am Insulaner                   | Munsterdamm 80 Lage                                                       |                                                                           |                                                                                               | |
| Wanns | Löwenfontäne                           | Park Klein-Glienicke Lage                                                 | 1838                                                                      | Karl Friedrich Schinkel                                                                       | Nach dem Vorbild der Villa Medici in Rom setzte Schinkel die Löwen als Wasserspeier auf zwei hohe Steinsockel und Postamente mit dorischen Säulen aus Zinkguss, die ein rundes Becken mit Mittelfontäne flankieren. Das Wasser, das darüber hinaus als feiner Schleier über den Rand des steinernen Wasserbeckens sowie durch kleine Wasserspeier in Form von Löwenköpfen an der Außenwand in eine umlaufende Bodenrinne fließt, verleiht dem Brunnen durch die Vielfalt des Fließens, Sprudelns und Plätscherns eine bewegte und lebhafte Wirkung. |
| Wanns | Neptunbrunnen                          | Park Klein-Glienicke Lage                                                 | 1838                                                                      | Ernst Rietschel                                                                               | Auf einem Torpfeiler steht die gusseiserne Statue Neptuns mit Dreizack von Ernst Rietschel. Aus einem Dephinkopf zu Füßen Neptuns fließt Wasser in ein marmornes Brunnenbecken, das eine Muschel darstellt. Von hier aus gelangt das Wasser in ein Auffangbecken am Fuße des Brunnens. |
| Wanns | Brunnen „Fischotter“                   | Liebermann-Villa Lage                                                     | 1909                                                                      | August Gaul                                                                                   | In einer sechseckigen Einfassung steht ein rundes Brunnenbecken mit einer sechseckigen Säule, auf der ein Otter steht, der seinen soeben gefangenen Fisch im Maul trägt. Das Ottermotiv ist ein oft benutztes Motiv des Künstlers, der Otter mit und ohne Fisch in verschiedenen Größen, mit und ohne Fisch, in Bronze und Keramik formte. Liebermann schenkte seiner Frau Magda 1909 die Plastik für den Garten seiner Villa. Mit der Einrichtung des Museums Villa Liebermann 2006 wurde ein Nachbau der Brunnenanlage errichtet und ein Nachguss des Fischotters aufgestellt, der um einige Zentimeter größer als der ursprüngliche Otter ist. |
| Wanns | Knabenbrunnen                          | Park Klein-Glienicke Lage                                                 | 1851                                                                      | Friedrich Wilhelm Dankberg                                                                    | In der Mitte eines Brunnenbeckens erhebt sich eine Säule, auf der ein Knabe kniet. Auf dem Kopf trägt er eine Brunnenschale mit Fontäne. Die Anregung hierzu war ein 1850 veröffentlichter Brunnenentwurf Friedrich August Stülers, der zunächst Vorbild für die (nicht erhaltene) Froschfontäne in Sanssouci wurde, für die Friedrich Wilhelm Dankberg die Knabenfigur modelliert. Prinz Carl erwarb für seinen Brunnen einen Zinkabguss der Kunstgießerei Kahle in Potsdam. |
| Wanns | Laitièrenbrunnen                       | Park Klein-Glienicke Lage                                                 | 1827                                                                      | Pawel Sokolow                                                                                 | Die Skulptur La Laitière (das Milchmädchen) im Garten des Schlosses Glienicke ist eine Nachbildung des 1807 von dem Bildhauer Pawel Petrowitsch Sokolow geschaffenen Originals, das sich im Park von Zarskoje Selo befand. Diese Kopie (Abguss 1987) ersetzt die im Krieg verschwundene Kopie, die Zarin Alexandra Feodorowna 1827 ihrem Bruder Prinz Carl von Preußen zum Geburtstag schenkte. |
| Wanns | Fontäne Pfaueninsel                    | Pfaueninsel Lage                                                          | 1824                                                                      | Martin Friedrich Rabe                                                                         | Der Brunnen gehört zu den ersten durch Dampfmaschine betriebenen Bewässerungsanlagen in der Berlin-Potsdamer Gartenlandschaft. Vom etwa 200 Meter nordwestlich gelegenen runden Wasserreservoir mit einem Volumen von rund 200 m³ werden über Rohrleitungen alle Gärten, Tiergehege und Brunnen der Pfaueninsel versorgt. Der Zufluss erfolgt in der Mitte des Beckens über einen hohen Kaskadenbrunnen, der als Fontäne, ursprünglich auch als „Candelabre“, bezeichnet wird. Der Brunnen besteht aus zwei gusseisernen balusterförmigen Säulen, die sich übereinander auf einem mächtigen Sockel erheben und jeweils eine Schale tragen, über die das Wasser mit lautem Rauschen und einen feinen Wassernebel versprühend wie ein Wasserfall in die Tiefe stürzt. Damit spielt der Brunnen nicht nur als Point de vue für mehrere Sichtachsen des Parks eine bedeutende Rolle, sondern auch als Geräuschkulisse. Im dicht bewachsenen Teil der Insel ist er meist eher zu hören als zu sehen. |
| Zehld | Brunnen aus Schieferplatten            | Fischerhüttenstraße/Elvirasteig Lage                                      |                                                                           | unbekannt                                                                                     | Am Ende der Fischerhüttenstraße gegenüber der Einmündung des Elvirasteigs steht der von den Berliner Wasserwerken betriebene Trinkbrunnen. Es ist eine 3,60 m lange Wand mit 1,40 m Höhe aus Schieferplatten, mit einem hervorstehenden Trog, in den das Trinkwasser aus eine Messingdüse sprudelt. Über den Entwurf und das Aufstellungsjahr ist nichts bekannt. |
| Zehld | Brunnenplastik                         | Martin-Buber-Straße/Kirchstraße Lage                                      | 1974                                                                      | Ursula Sax                                                                                    | Aus einem eingelassenen ungefassten Becken tauchen schräg gegeneinander gerichtete und ineinander verschachtelte halbrunde Bronzekörper unterschiedlicher Größe auf. Aus einem Röhrchen wird ein Wasserstrahl gegen die oberste Fläche gerichtet. Das Wasser fließt an ihr herunter, bricht sich an der nächsten, fließt in entgegengesetzter Richtung weiter, bricht sich wieder und landet schließlich – eine leichte, beruhigende Bewegung hervorrufend – im Becken. |
| Zehld | Zwei Brunnen am Mexikoplatz            | Mexikoplatz Lage                                                          | 1905                                                                      | Emil Schubert                                                                                 | In der Grünanlage zu beiden Seiten der Argentinischen Allee sind Zwillingsbrunnen aufgestellt: ein rundes Bassin mit einer Mittelfontäne, um die acht Springstrahler ringförmig angeordnet sind. Die beiden Brunnen wurden im Zuge der Platzbegrünung um 1905 angelegt. Zur 750-Jahr-Feier der Stadt Berlin im Jahr 1987 wurde der Platz neu gestaltet. Das Ensemble Mexikoplatz ist ein gelistetes Baudenkmal |
| Zehld | Zierbrunnen Siedlung Am Mühlenberg     | Mörchinger Straße 82–86 Lage                                              | 1932                                                                      | Ernst und Günther Paulus                                                                      | Der Brunnen steht vor den U-förmig angeordneten Häusern Mörchinger Straße 82–86 der Siedlung Am Mühlenberg. Der Abschnitt zwischen Berliner- und Mörchinger Straße entstand zwischen 1930 und 1932 durch die Architekten Ernst und Günther Paulus, wobei der Brunnen seit gleichzeitig entstand. In einem zwölfeckigen Brunnenbecken von ca. 6 m Durchmesser aus Klinker liegt ein weiteres Becken mit vier stilisierten Fischen, die in das größere Becken speien. In dem zweiten Becken steht auf einem viereckigen Postament aus Klinker eine Säule mit abstrakten Pflanzenmotiven, die von einer Frauenfigur auf einer Kugel gekrönt wird. Der Brunnen ist Teil des gelisteten Baudenkmals „Siedlung Am Mühlenberg“. |
| Zehld | Schöpfbrunnen                          | Friedhof Zehlendorf Lage                                                  |                                                                           | unbekannt                                                                                     | Der Brunnen im nordwestlichen Teil des Friedhofs dient als Schöpfbrunnen. In der Mitte des achteckigen Beckens befindet sich eine pilzförmige ornamentierte Säule. |
| Zehld | Zeli-Brunnen                           | Sderotplatz Lage                                                          | 1982                                                                      | Brigitte Stamm                                                                                | Inmitten eines runden gepflasterten Beckens erhebt sich eine Säule auf einem Sockel. An der Säule sowie auf dem Sockel tummeln sich ausgelassen neben- und übereinander humorvolle, rustikale Frauen-, Kinder- und Tiergestalten, von denen aus viele Wasserstrahlen bogenförmig nach allen Seiten in das Becken speien. |

## Trinkbrunnen
Im Bezirk Steglitz-Zehlendorf befinden sich mit Stand November 2017 vier der rund 40 öffentlichen Trinkbrunnen der Berliner Wasserbetriebe, die direkt an das Berliner Trinkwassernetz angeschlossen sind und während der Brunnensaison im Sommerhalbjahr permanent zur Nutzung bereitgehalten werden. In Steglitz-Zehlendorf stehen die Trinkbrunnen in:
- Grunewald: Revierförsterei Alte Saubucht, Havelchaussee 72 (Lage)
- Lichterfelde: Bogenstraße 9
- Steglitz: Königin-Luise-Straße 6, nahe dem nördlichen Eingang zum Botanischen Garten am Botanischen Museum (Lage)
- Zehlendorf: Fischerhüttenstraße 126, gelegen auf einer Anhöhe am Wolfsschluchtkanal beim Parkplatz zwischen Krumme Lanke und Schlachtensee (Lage)